# Amphitrite malayensis
Amphitrite malayensis är en ringmaskart som beskrevs av Maurice Caullery 1944. Amphitrite malayensis ingår i släktet Amphitrite och familjen Terebellidae. Inga underarter finns listade i Catalogue of Life.